# Grecia en los Juegos Europeos de Cracovia 2023
Grecia participó en los Juegos Europeos de Cracovia 2023 con un equipo de 170 deportistas. Responsable del equipo nacional fue el Comité Olímpico Helénico.

## Medallistas
El equipo de Grecia obtuvo las siguientes medallas:
| Nombre                                 | Deporte               | Competición            |
| -------------------------------------- | --------------------- | ---------------------- |
| Oro                                    |                       |                        |
| Miltiadis Tentoglu                     | Atletismo             | Salto de longitud M    |
| Anna Korakaki                          | Tiro                  | Pistola 25 m F         |
| Plata                                  |                       |                        |
| Emmanuíl Karalís                       | Atletismo             | Salto con pértiga M    |
| Jristos-Stefanos Xenos                 | Karate                | Kumite –60 kg M        |
| Dionysios Xenos                        | Karate                | Kumite –67 kg M        |
| Yeoryos Tsampodimos                    | Kickboxing            | Puntos –63 kg M        |
| Emmanuela Katzuraki                    | Tiro                  | Skeet F                |
| Bronce                                 |                       |                        |
| Theodora Guntura                       | Esgrima               | Sable individual F     |
| Georgina Xenu                          | Karate                | Kata F                 |
| Kyriakí Kydonaki                       | Karate                | Kumite +68 kg F        |
| Zarmakupi Paraskevi-Semeli             | Kickboxing            | Light contact –50 kg F |
| Kyriakos Bakirtzis                     | Muay thai             | –91 kg M               |
| Sofía Malkoyeorgu Evanyelía Platanioti | Natación sincronizada | Dúo técnico F          |
| Konstantinos Dimitrópulos              | Taekwondo             | –54 kg M               |
| Konstantinos Jamalidis                 | Taekwondo             | –68 kg M               |
| Apóstolos Telikostoglu                 | Taekwondo             | –80 kg M               |
| Equipo                                 | Tiro                  | Skeet por equipo M     |